# 河南质量工程职业学院
河南质量工程职业学院是一所位于中华人民共和国河南省平顶山市，以培养质量技术监督类的专业人才为主的公办高职院校。它的前身是平顶山广播电视大学。2003年由中华人民共和国教育部批准改立。

## 专业
设有食品与化工系、经济管理系、信息工程系、机电工程系、建筑工程系、法政系、五年制大专部、基础部、社会科学部、成人教育部等6系4部和食品检验、农产品检验、商品质量检测技术、机电产品质量检验、工程监理等28个专业。